# Cleorodes obscuraria
Cleorodes obscuraria är en fjärilsart som beskrevs av Schneider 1941. Cleorodes obscuraria ingår i släktet Cleorodes och familjen mätare. Inga underarter finns listade i Catalogue of Life.